# Franz von Paula Rosalino
Franz von Paula Rosalino (* 31. März 1736 in Wien; † 20. Februar 1793 ebenda) war ein österreichischer katholischer Theologe, Bücherzensor und Bibelübersetzer. 
Rosalino erhielt 1759 die Priesterweihe. Er widmete sich gerne der Philosophie und der französischen und deutschen Literatur. 1782 wurde er von Joseph II. zum theologischen Bücherzensor ernannt, und er verwaltete dieses Amt sehr liberal. 
Bekannt wurde er durch seine in mehreren Auflagen mit Genehmigung von Christoph Anton Kardinal von Migazzi erschienene Bibelübersetzung: Als Grundlage diente ihm Cartiers Bibel, die er anhand der Vulgata noch verbesserte. Wo der Vulgatatext unklar war, stützte sich Rosalino auf die Ursprachen, wobei er von Patriz Fast unterstützt wurde.

## Werke
- Auszüge aus den besten Journalen Europa’s, Wien, 1773–1774
- Litterarische Nachrichten von den Werken der besten Schriftstellern unserer Zeit, Wien, 1775[1]
- Zwei Warnungen wegen der Gefahren des Unglauben’s, Wien, 1775–1776
- Wochenblatt für die österreichische Jugend, Wien, 1777–1778
- Biblia sacra oder die Heilige Schrift des alten und neuen Testaments, in deutscher Sprache herausgegeben und von unzähligen Sprachfehlern gereinigt, 3 Bd., Wien, 1781